# Мордехай Рошвальд
Мордехай Рошвальд (англ. Mordecai Marceli Roshwald, (26 травня 1921 , Республіка Польща  — 19 березня 2015 , Сілвер-Спринг, Мериленд ) — американський учений і письменник-фантаст. Рошвальд народився в Дрогобичі (Галичина, нині Україна), в єврейській родині, пізніше емігрував до Ізраїлю. Закінчив гімназію у Тель-Авіві. Навчався в Єврейському університеті в Єрусалимі, де був учнем відомого філософа та дослідника хасидизму, професора Мартіна Бубера. В Єрусалимі Рошвальд вивчав філософію, історію та соціологію.
Його найвідоміша робота — «Рівень 7-й» (1959), постапокаліптичний науково-фантастичний роман. Він також є автором книг «Маленький Армагеддон» (1962) та «Сни та кошмари: наука та техніка у міфах та художній літературі» (2008).
Рошвальд був почесним професором гуманітарних наук університету Міннесоти та запрошеним професором у багатьох університетах світу.
Наприкінці життя він мешкав у Сілвер-Спрінг, штат Меріленд, США.